# Оптическая сила
Опти́ческая си́ла — величина, характеризующая преломляющую способность осесимметричных линз и центрированных оптических систем из таких линз.
Измеряется в диоптриях (обозначение: дптр): 1 дптр=1 м−1. Диоптрия не входит в Международную систему единиц (СИ)
и считается внесистемной единицей. В то же время в Российской Федерации диоптрия допускается к применению без ограничения срока наравне с единицами СИ в области применения «оптика».

## Определение
Оптическая сила системы рассчитывается по формуле:
{\displaystyle \ D={\frac {n_{0}}{f}}~,}
где:
{\displaystyle f} — фокусное расстояние системы;
{\displaystyle n_{0}} — показатель преломления среды, окружающей систему.
Фокусное расстояние — расстояние от оптического центра до главного фокуса, а фокус линзы — точка, в которой пересекаются преломленные линзой лучи, падающие на систему параллельно её главной оптической оси, или их продолжение.
Оптическая сила положительна у собирающих систем и отрицательна в случае рассеивающих.
В отличие от фокусного расстояния, определяющего в основном масштаб изображения, оптическая сила определяет сходимость пучка, т. е. величину, обратную фокусному расстоянию. Оптическая сила измеряется в диоптриях. Если фокусное расстояние дано в сантиметрах, оптическая сила в диоптриях получается делением числа 100 на фокусное расстояние, и точно так же по данной оптической силе можно найти фокусное расстояние, разделив 100 на оптическую силу, выраженную в диоптриях.
Оптическая сила системы, состоящей из двух находящихся в воздухе линз с оптическими силами {\displaystyle D_{1}} и {\displaystyle D_{2}}, определяется формулой:
{\displaystyle D=D_{1}+D_{2}-dD_{1}D_{2}~,}
где {\displaystyle d} — расстояние между задней главной плоскостью первой линзы и передней главной плоскостью второй линзы. В случае тонких линз {\displaystyle d} совпадает с расстоянием между линзами.
Обычно оптическая сила используется для характеристики линз, используемых в офтальмологии, в обозначениях очков и для упрощённого геометрического определения траектории луча.
Для измерения оптической силы линз используют диоптриметры, которые позволяют проводить измерения в том числе астигматических и контактных линз.